# L'Étrange Amazone
Pour plus de détails, voir Fiche technique et Distribution.
L'Étrange Amazone est un film français réalisé par Jean Vallée et sorti en 1953.

## Fiche technique
- Titre : L'Étrange Amazone
- Réalisation : Jean Vallée, assisté de Dany Fog
- Scénario : Hugues Ronald
- Adaptation : René Jolivet
- Photographie : Paul Cotteret, Michel Hugo, Guy Suzuki
- Musique : Louiguy
- Son : André Louis
- Montage : Jacques Mavel
- Production : Hans Herwig, Fernand Rivers
- Sociétés de production : Les Films Fernand Rivers, Rapid Films
- Pays :  France
- Format : Noir et blanc - 1,37:1 - 35 mm - Son mono
- Genre : Drame
- Durée : 85 minutes
- Date de sortie :
  - France : 19 avril 1953

## Distribution
- Jeannette Batti : Olga
- Lucien Blondeau : Dr. Thibault
- Gérard Landry : Dr. Pierre Fournier
- Jean Lara : Comte Ostrowsky
- Madeleine Lebeau : Éliane
- Alain Quercy : Michel
- Rolande Tissier : L'infirmière
- Roger Desfossez : Jacques, le palefrenier
- Gisèle Grandpré